# Анжкур
Анжку́р (фр. Angecourt) — коммуна во Франции, находится в регионе Шампань — Арденны. Департамент — Арденны. Входит в состав кантона Рокур-э-Флаба. Округ коммуны — Седан.
Код INSEE коммуны — 08013.
Коммуна расположена приблизительно в 210 км к северо-востоку от Парижа, в 90 км северо-восточнее Шалон-ан-Шампани, в 25 км к юго-востоку от Шарлевиль-Мезьера.

## Население
Население коммуны на 2008 год составляло 332 человека.
| 1962 | 1968 | 1975 | 1982 | 1990 | 1999 | 2008 |
| ---- | ---- | ---- | ---- | ---- | ---- | ---- |
| 384  | 416  | 397  | 407  | 359  | 350  | 332  |

## Экономика
В 2007 году среди 226 человек в трудоспособном возрасте (15—64 лет) 155 были экономически активными, 71 — неактивными (показатель активности — 68,6 %, в 1999 году было 69,9 %). Из 155 активных работали 138 человек (86 мужчин и 52 женщины), безработных было 17 (5 мужчин и 12 женщин). Среди 71 неактивных 21 человек были учениками или студентами, 20 — пенсионерами, 30 были неактивными по другим причинам.